# Emergence (2023)
Emergence (2023) será o próximo evento de luta profissional produzido pela Impact Wrestling. Acontecerá em 27 de agosto de 2023, no Rebel Entertainment Complex em Toronto, Ontário, Canadá, e será transmitido no Impact Plus e no YouTube. Será o quarto evento na cronologia de Emergence.

## Produção

### Introdução
Emergence é um evento de luta profissional produzido pela Impact Wrestling. O primeiro evento foi realizado em 2020 e é realizado anualmente durante o mês de agosto. Em 16 de abril de 2023, no Rebellion, foi anunciado que o Emergence aconteceria em 27 de agosto de 2023, no Rebel Entertainment Complex em Toronto, Ontário, Canadá.

### Rivalidades
O evento contará com várias lutas de luta profissional que envolvem diferentes lutadores de rixas, enredos e histórias preexistentes. Os lutadores retratam heróis, vilões ou personagens menos distinguíveis em eventos roteirizados que criam tensão e culminam em uma luta livre ou uma série de lutas. As histórias são produzidas no programa de televisão semanal do Impact.
No Slammiversary, o Impact anunciou que o Campeão Mundial dos Pesos Pesados da IWGP da New Japan Pro-Wrestling (NJPW), Sanada, que anteriormente lutou pelo Impact - então conhecido como Total Nonstop Action Wrestling (TNA) - e foi um ex-Campeão do Divisão X da Impact, seria competindo no Emergence. Seu oponente ainda não foi anunciado e não se sabe se ele defenderá seu título.
No Slammiversary, Trinity derrotou Deonna Purrazzo para conquistar o Campeonato Mundial de Knockouts da Impact, forçando Purrazzo a finalizar pela primeira vez no Impact. Duas semanas depois no Impact!, depois que Trinity competiu em uma luta de duplas, Purrazzo confrontou a nova campeã, desafiando Trinity para uma revanche no Emergence.
Depois de sofrer uma ruptura no tríceps em abril que o forçou a abandonar o Campeonato Mundial da Impact, Josh Alexander voltou ao Impact no Slammiversary três meses depois, enfrentando o novo campeão mundial Alex Shelley. No episódio subsequente do Impact!, Alexander fez uma promoção no ringue, revelando que está liberado para competir novamente antes de chamar Shelley. Shelley sairia, mas os dois se juntariam ao Campeão da Divisão X do Impact, Lio Rush, provocando que ele logo invocaria a Opção C para sua própria oportunidade de título mundial. O amigo de longa data de Shelley e companheiro de equipe do Time Machine, Kushida, logo se juntaria aos três, lembrando a Rush que ele próprio tinha uma chance pelo título da Divisão X depois de vencer uma partida do Ultimate X no Slammiversary. Por fim, Alexander, Shelley e Kushida seriam emboscados por Bully Ray, Brian Myers e Moose, que ofereceram a Rush a chance de se juntar a eles, mas ele foi embora. Na semana seguinte, Time Splitters (Shelley e Kushida) derrotaram Moose e Myers em uma luta de duplas antes de serem atacados novamente por eles, assim como por Ray e Rush. Alexander viria ajudar os Time Splitters, assim como Chris Sabin, de quem Rush conquistou o título da Divisão X no Slammiversary após um ataque pré-luta. Após a altercação, o Impact anunciou que Alexander e Time Machine (Shelley, Sabin e Kushida) se juntariam contra Ray, Myers, Moose e se apressariam em uma luta de duplas de oito homens no Emergence.
Em 2 de agosto, o Impact anunciou um torneio de quatro equipes para determinar quem desafiaria os Campeões Mundiais de Duplas do Impact Subculture (Mark Andrews e Flash Morgan Webster) no Emergence. O torneio começou no episódio de 3 de agosto do Impact!, quando The Rascalz (Trey Miguel e Zachary Wentz) derrotou Mike Bailey e Jonathan Gresham para avançar para a final. Na semana seguinte, Rich Swann e Sami Callihan derrotaram os ex-campeões ABC (Ace Austin e Chris Bey) para avançar também. As finais acontecerão no dia 17 de agosto no Impact!.

## Lutas
| Nº                                          | Lutas | Estipulações                                                                |
| ------------------------------------------- | --- | --------------------------------------------------------------------------- |
| 1                                           | Sanada vs. TBA | Lutas individuais                                                           |
| 2                                           | Trinity (c) vs. Deonna Purrazzo | Lutas individuais pelo Campeonato Mundial Knockouts da Impact               |
| 3                                           | Time Machine (Alex Shelley, Chris Sabin e Kushida) e Josh Alexander vs. Bully Ray, Brian Myers, Moose e Lio Rush                                                                                            | Luta de duplas de oito homens                                               |
| 4                                           | MK Ultra (Killer Kelly e Masha Slamovich) (c) vs. The SHAWntourage (Gisele Shaw e Savannah Evans) (com Jai Vidal) vs. The Death Dollz (Courtney Rush e Jessicka) vs. The Coven (Taylor Wilde e KiLynn King) | Luta de quatro duplas pelo Campeonato Mundial de Duplas Knockouts da Impact |
| 5                                           | Subculture (Mark Andrews e Flash Morgan Webster) (c) (com Dani Luna) vs. The Rascalz (Trey Miguel e Zachary Wentz)                                                                                          | Luta de duplas pelo Campeonato Mundial de Duplas da Impact                  |
| (c) – Refere-se aos campeões antes da luta. | |                                                                             |

### Torneio do desafiante Nº 1 ao Campeonato Mundial de Duplas da Impact
|  | Semifinais Impact 28 de julho (transmitido em 3 e 10 de agosto) | Semifinais Impact 28 de julho (transmitido em 3 e 10 de agosto) | Semifinais Impact 28 de julho (transmitido em 3 e 10 de agosto) |             |  | Final Impact! 29 de julho (será transmitido em 17 de agosto) | Final Impact! 29 de julho (será transmitido em 17 de agosto) | Final Impact! 29 de julho (será transmitido em 17 de agosto) |  |
|  |                                                                 |                                                                 |                                                                 |             |  |                                                              |                                                              |                                                              |  |
|  | The Rascalz (Trey Miguel e Zachary Wentz)                       | The Rascalz (Trey Miguel e Zachary Wentz)                       | Pin                                                             |             |  |                                                              |                                                              |                                                              |  |
|  | The Rascalz (Trey Miguel e Zachary Wentz)                       | The Rascalz (Trey Miguel e Zachary Wentz)                       | Pin                                                             |             |  |                                                              |                                                              |                                                              |  |
|  | Mike Bailey e Jonathan Gresham                                  | Mike Bailey e Jonathan Gresham                                  | 9:11                                                            |             |  |                                                              |                                                              |                                                              |  |
|  | Mike Bailey e Jonathan Gresham                                  | Mike Bailey e Jonathan Gresham                                  | 9:11                                                            | The Rascalz |  |                                                              |                                                              |                                                              |  |
|  |                                                                 |                                                                 |                                                                 |             |  |                                                              |                                                              |                                                              |  |
|  |                                                                 |                                                                 | Rich Swann e Sami Callihan                                      |             |  |                                                              |                                                              |                                                              |  |
|  | Rich Swann e Sami Callihan                                      | Rich Swann e Sami Callihan                                      | Pin                                                             |             |  |                                                              |                                                              |                                                              |  |
|  | Rich Swann e Sami Callihan                                      | Rich Swann e Sami Callihan                                      | Pin                                                             |             |  |                                                              |                                                              |                                                              |  |
|  | ABC (Ace Austin e Chris Bey)                                    | ABC (Ace Austin e Chris Bey)                                    | 11:12                                                           |             |  |                                                              |                                                              |                                                              |  |